# 图卢兹国立理工学院
图卢兹国立理工学院（法語：Institut national polytechnique de Toulouse）建于1969年，是四所法国国立理工学院之一。学校为2018年9月1日发布的法国工程师学校名单中可以颁发工程师文凭的学校。

## 历史
1968年颁布的富尔法重组了法国大学，建立了新的大学和三所国立理工学院（格勒诺布尔、洛林、图卢兹）。图卢兹国立理工学院是在1969年关闭的原图卢兹大学基础上成立的，原图卢兹大学分裂成为四个不同的教育机构：图卢兹一大、图卢兹二大、图卢兹三大和一所理工学院 ·  ·  · 。

## 专业与文凭

### 工程师文凭
图卢兹国立理工学院由三所工程师学校成员：
- 国立高等电力技术、电子学、计算机、水力学与电信学校 INP-ENSEEIHT
- 图卢兹国立高等农学院 INP-ENSAT
- 国立高等化学技艺工程师学校 INP-ENSIACET

两所伙伴工程师学校：
- 塔布国立工程师学校 INP-ENIT
- 普尔潘工程师学校 INP-PURPAN

一所有合作关系的工程师学校：
- 国立气象学校 INP-ENM